# Maria Mauban
Maria Mauban est une actrice française, née le 10 mai 1924 à Marseille et morte le 26 août 2014 à Ouzouer-des-Champs (Loiret).
Sa carrière au cinéma, au théâtre et à la télévision s'étend sur près de cinquante ans, de 1945 à 1991.

## Biographie

### Origines et jeunesse
Maria Mauban naît sous le nom d'état civil de Marcelle Marthe Marguerite Michel en 1924 à Marseille, plus précisément aux Caillols[réf. souhaitée], petit village sur les hauteurs de la ville devenu un quartier du 12e arrondissement de Marseille en 1946. Son père est journaliste, sa mère d'ascendance italienne : elle est la dernière née des quatre sœurs Michel.
Maria Mauban est élève au lycée Longchamp à Marseille. Ses parents veulent qu'elle devienne pharmacienne.

### Carrière artistique
Maria Mauban a 16 ans quand elle prend ses premiers cours de comédie sous la direction de Louis Ducreux qui lui fait obtenir son premier rôle au théâtre : elle remplace Madeleine Robinson dans la pièce de théâtre Une grande fille toute simple, créée en 1942 avec Madeleine Robinson, pièce qui a ensuite été portée à l'écran dans Une grande fille toute simple, film sorti en 1948, mais dans lequel Maria Mauban n'a pas de rôle.
Au cinéma, c'est Louis Daquin qui lui donne sa première chance, en 1945, dans Patrie.
Maria Mauban a joué de nombreux rôles tant au cinéma qu'au théâtre. Elle est également apparue très souvent à la télévision dans Au théâtre ce soir ou la série Les Cinq Dernières Minutes. Au cinéma, elle interprète notamment le rôle de Josépha, l'épouse du maréchal des logis-chef Cruchot joué par Louis de Funès, en remplacement de Claude Gensac dans Le Gendarme et les Extra-Terrestres. Maria Mauban figure également dans la distribution du film Pas de week-end pour notre amour aux côtés du chanteur Luis Mariano ; elle y interprète une journaliste envoyée par sa rédaction pour enquêter sur la famille de Franck Réno (Luis Mariano), une star internationale de la chanson dont finalement elle tombe amoureuse.
Sous le pseudonyme de Claude Chauvière, elle écrit Le Fils d'Achille, jouée avec Robert Murzeau, ainsi que Criminellement vôtre, une comédie policière.

### Seconde guerre mondiale
Maria Mauban a caché, pendant quelques jours sous un tas de charbon, Senta Strauss, une Allemande qui a déchiré ses papiers pour être française.
Senta et son frère ont survécu à la Shoah. En 1993, Senta Strauß(Strauss) a déposé un mémorial au Centre international de commémoration de la Shoah Yad Vashem pour ses parents, Siegfried et Else Strauß, déportés par les nazis via les camps de concentration, où ils ont été assassinés.
Senta a eu une fille prénommée Eliane Strauss, une petite fille ayant eu 3 fils et un petit fils ayant eu 3 filles. Elle est décédée en 2003 à Marseille prés du parc Château St Cyr ou vit toujours sa fille.

### Vie privée
Maria Mauban a eu une idylle après guerre avec Jean Gabin.
Elle fut l'épouse de Claude Dauphin avec lequel elle a eu un fils, Jean-Claude Dauphin .
Le 27 octobre 1955, elle épouse Jean Versini, décédé le 5 septembre 1983, frère de l'acteur André Versini.

### Mort
Maria Mauban meurt le 26 août 2014 à l'âge de 90 ans à Ouzouer-des-Champs; de la maladie d'Alzheimer, et est inhumée au cimetière du Père-Lachaise (5e division) dans une tombe constituée d'un simple amas de terre.

## Filmographie

### Cinéma
- 1946 : Patrie, de Louis Daquin : la comtesse de Rysoor
- 1947 : Le Cocu magnifique d'Émile-Georges De Meyst : Stella
- 1947 : Le Chanteur inconnu d'André Cayatte : Renée
- 1948 : Bal Cupidon de Marc-Gilbert Sauvajon : Anne-Marie
- 1949 : Pas de week-end pour notre amour de Pierre Montazel: Margaret Duval, la journaliste
- 1949 : La Route du Caire (Cairo road) de David Mac Donald : Marie
- 1949 : Vedettes en liberté, court-métrage de Jacques Guillon : elle-même
- 1950 : La Cage d'or (Cage of Gold) de Basil Dearden : Antoinette Dupont
- 1950 : Quai de Grenelle d'Emil-Edwin Reinert : Mado
- 1950 : La Passante d'Henri Calef : Madeleine Lemoine
- 1950 : Fra Diavolo (Donne i briganti) de Mario Soldati : Marietta
- 1951 : La Table-aux-crevés d'Henri Verneuil : Jeanne Gari
- 1952 : Le Plus Heureux des hommes d'Yves Ciampi : Sophie Vadier
- 1953 : Voyage en Italie (Viaggio in Italia) de Roberto Rossellini : Marie
- 1953 : Rumeur publique (Opinione pubblica) de Maurizio Corgnati : Dora Marcus
- 1954 : Les Clandestines de Raoul André : Mme Baduel
- 1954 : La Soupe à la grimace de Jean Sacha : Moïra Worden
- 1954 : Dix-huit Heures d'escale de René Jolivet : Manuela Cortez
- 1955 : Boulevard du crime de René Gaveau : Madeleine Vernier
- 1955 : La Rivale (La rivale) d'Anton Giulio Majano : la comtesse Agnese Marchi
- 1957 : Le Chômeur de Clochemerle de Jean Boyer : Jeannette Masurat
- 1958 : La Vie à deux de Clément Duhour : La sœur infirmière
- 1958 : En légitime défense d'André Berthomieu : Dora, la chanteuse de cabaret
- 1961 : Les Démons de minuit de Marc Allégret : Katherine
- 1961 : Les Nouveaux Aristocrates de Francis Rigaud : Élisabeth Prûlé-Rousseau
- 1964 : Le Tigre aime la chair fraîche de Claude Chabrol : Mme Baskine
- 1968 : Adolphe ou l'Âge tendre de Bernard Toublanc-Michel : Mme Rebecque
- 1968 : Béru et ces dames de Guy Lefranc : Wanda Berger
- 1970 : La Liberté en croupe d'Édouard Molinaro : Nicole Cérès
- 1972 : Hellé de Roger Vadim : Hélène Fournier, la mère de Fabrice
- 1973 : Le Concierge de Jean Girault : Élisabeth Raymond
- 1976 : Une fille cousue de fil blanc de Michel Lang : Élodie
- 1979 : Le Gendarme et les Extra-Terrestres de Jean Girault : Josepha, l'épouse du gendarme Cruchot

### Télévision
- 1955 : Une enquête de l'inspecteur Ollivier, épisode La Boîte de pastilles de Marcel Cravenne
- 1957 : En votre âme et conscience, épisode Le testament du duc de Bourbon : La baronne de Feuchères
- 1957-1958 : La caméra explore le temps (série) : Émilie de Lavalette / Herminie
- 1958 : Un Don Juan de Claude Dagues (téléfilm) : Mariana
- 1958 : Les Cinq Dernières Minutes, épisode L'habit fait le moine de Claude Loursais : Sola Séverac
- 1959 : Marie Stuart de Stellio Lorenzi (téléfilm) : Marie Stuart
- 1960 : Andromaque de Lazare Iglesis (téléfilm) : Andromaque
- 1962 : Oncle Vania de Stellio Lorenzi (téléfilm) : Héléna
- 1963 : Siegfried de Marcel Cravenne (téléfilm) : Geneviève
- 1964 : L'Abonné de la ligne U de Yannick Andreï  (série) : Mme Colet
- 1965 : Genousie de Claude Loursais (téléfilm) : Irène
- 1966 : Les Cinq Dernières Minutes, épisode  Histoire pas naturelle  de Guy Lessertisseur : Édith Lagrange
- 1967 : La guerre de Troie n'aura pas lieu de Marcel Cravenne (téléfilm) : Andromaque
- 1967-1968 et 1970-1971 : Au théâtre ce soir (série) : Nicole / Madeleine / Valérie / Mary / Paula
- 1970 : Thérèse d'Avila de Jeannette Hubert (téléfilm) : Thérèse d'Avila
- 1972 : La Cerisaie de Stellio Lorenzi (téléfilm) : Lioubov
- 1973 : La Godille de Rémy Grumbach  (téléfilm) : Hélène
- 1978 : Les Amours sous la Révolution : Les Amants de Thermidor de Jean-Paul Carrère (téléfilm) : Marie Adélaïde d'Orléans
- 1979 : Les Amours de la Belle Époque de Dominique Giuliani (série) : La marquise
- 1989 : La Vie en couleurs de Jacques Doniol-Valcroze (téléfilm) : Nathalie

## Théâtre
- 1945 : L'Autre Aventure de Marcel Haedrich, mise en scène Jacques Erwin, théâtre l'Apollo
- 1950 : Ami-ami de Pierre Barillet et Jean-Pierre Grédy, mise en scène Jean Wall, théâtre Daunou
- 1951 : Ami-ami de Pierre Barillet et Jean-Pierre Grédy, mise en scène Jean Wall, théâtre des Célestins
- 1952 : Ami-ami de Pierre Barillet et Jean-Pierre Grédy, mise en scène Jean Wall, théâtre des Célestins
- 1953 : Les invités du bon Dieu d'Armand Salacrou, mise en scène Yves Robert, théâtre Saint-Georges
- 1955 : Caterina de Félicien Marceau, mise en scène André Barsacq, théâtre de l'Atelier
- 1956 : Le Miroir d'Armand Salacrou, mise en scène Henri Rollan, théâtre des Ambassadeurs
- 1957 : Regrets éternels de Constance Coline, mise en scène Raymond Gérôme, théâtre de l'Œuvre
- 1957 : La Nuit des rois de William Shakespeare, mise en scène Georges Douking, Festival des Nuits de Bourgogne Beaune
- 1958 : Ami-ami de Pierre Barillet et Jean-Pierre Grédy, mise en scène Jean Wall, théâtre Antoine
- 1959 : La Collection Dressen de Harry Kurnitz, adaptation Marc-Gilbert Sauvajon, mise en scène Jean Wall, théâtre de la Madeleine
- 1960 : Don Juan de Molière, mise en scène Jean Deschamps, Grand Théâtre de la Cité Carcassonne
- 1960 : Le Mariage de Figaro de Beaumarchais, mise en scène Jean Deschamps, Festival de Fréjus
- 1960 : Génousie de René de Obaldia, mise en scène Roger Mollien, TNP théâtre Récamier
- 1961 : Andromaque de Racine, mise en scène Marguerite Jamois, théâtre des Célestins
- 1962 : On ne sait comment de Luigi Pirandello, mise en scène Jean Tasso, théâtre du Vieux-Colombier
- 1962 : La guerre de Troie n'aura pas lieu de Jean Giraudoux, mise en scène Jean Vilar, Festival d'Avignon
- 1963 : La guerre de Troie n'aura pas lieu de Jean Giraudoux, mise en scène Jean Vilar, Festival d'Avignon
- 1963 : Mary, Mary de Jean Kerr, mise en scène Jacques-Henri Duval, théâtre Antoine
- 1964 : Mary, Mary de Jean Kerr, mise en scène Jacques-Henri Duval, théâtre des Célestins
- 1965 : La Calèche de Jean Giono, mise en scène Jean-Pierre Grenier, théâtre Sarah Bernhardt
- 1965 : Andromaque de Racine, mise en scène Jean-Louis Barrault, Festival international de Baalbek
- 1965 : Antoine et Cléopâtre de William Shakespeare, mise en scène François Maistre, Serge Bourrier, Jean Larroquette, théâtre Sarah Bernhardt
- 1966 : La Calèche de Jean Giono, mise en scène Jean-Pierre Grenier, théâtre des Célestins
- 1968 : Service de nuit de Muriel Box et Sydney Box, mise en scène Jacques Mauclair, Théâtre Gramont
- 1971 : Deux Femmes pour un fantôme et La Baby-sitter de René de Obaldia, mise en scène Pierre Franck, théâtre de l'Œuvre
- 1977 : Hamlet de William Shakespeare, mise en scène Julien Bertheau, théâtre des Célestins
- 1981 : Les Justes d'Albert Camus, mise en scène Jean-Paul Lucet, théâtre des Célestins
- 1982 : Hamlet de William Shakespeare, mise en scène Jean-Paul Zehnacker, Porte de Champerret
- 1982 : Sarah et le cri de la langouste de John Murrell, mise en scène Georges Wilson, théâtre de l'Œuvre
- 1985 : Sarah et le cri de la langouste de John Murrell, mise en scène Georges Wilson, théâtre des Célestins
- 1991 : Loire de André Obey, mise en scène Jean-Paul Lucet,   théâtre des Célestins